# یوسف سلیمان
یوسف سلیمان (عربی: يوسف سليمان؛ ۱۷ سپتامبر ۱۹۸۶ – ۲۰ فوریهٔ ۲۰۱۳) یک ورزشکار اهل سوریه بود.
از باشگاه‌هایی که در آن بازی کرده‌است می‌توان به باشگاه فوتبال الکرامه سوریه اشاره کرد.